# Eckhard Knappe
Eckhard Knappe (* 20. Mai 1943 in Strehlen, ehemals Landkreis Strehlen, Schlesien; † 11. Dezember 2022) war ein deutscher Diplom-Ökonom und Universitätsprofessor.
Er studierte Betriebswirtschaftslehre und Volkswirtschaftslehre in Berlin und Bochum. Knappe promovierte 1973 an der Universität Bochum. Die Habilitation erfolgte 1978 an der Universität Freiburg im Breisgau. Er war seit 1979 Universitätsprofessor für Volkswirtschaftslehre und Sozialpolitik an der Universität Trier. Knappes Forschungsschwerpunkte waren Dienstleistungsmärkte, Arbeitsökonomik, Gesundheitsökonomik und Systeme der sozialen Sicherung. Das Lehrangebot von Professor Knappe endete mit dem Sommersemester 2008.
Knappe beschäftigte sich insbesondere mit der Gesundheitsökonomie und sozialpolitischen Fragen.

## Veröffentlichungen (Auswahl)
- Möglichkeiten und Grenzen dezentraler Umweltschutzpolitik. Bekämpfung externer Nachteile durch Verhandlungen (= Volkswirtschaftliche Schriften, Bd. 220). Duncker & Humblot, Berlin 1974, ISBN 3-428-03215-2.
- (mit Helmut Henschel): Volkswirtschaftslehre kurz und bündig. Zwei Bände. Vogel, Würzburg 1975, ISBN 3-8023-0083-1.
- Einkommensumverteilung in der Demokratie. Der Beitrag der ökonomischen Theorie der Demokratie zur Analyse der Verteilungspolitik. Haufe, Freiburg im Breisgau 1980, ISBN 3-448-01016-2 (= Habilitationsschrift Universität Freiburg).
- (mit Wilhelm Fritz): Direktbeteiligung im Gesundheitswesen. Steuerungswirkungen des Selbstbehalts bei ambulanten medizinischen Leistungen und beim Zahnersatz. Deutscher Ärzte-Verlag, Köln 1984, ISBN 3-7691-7803-3.
- (mit Robert E. Leu; J.-Matthias Graf von der Schulenburg): Der Indemnitätstarif. Wege zur Sozialverträglichkeit und Wirtschaftlichkeit beim Zahnersatz. Springer, Berlin 1988, ISBN 3-540-19073-2.
- (Hrsg.): Schwerbehinderte und Arbietswelt (= Campus-Forschung, Bd. 597). Campus, Frankfurt/M. 1988, ISBN 3-593-34048-8.
- Theoretische und empirische Analyse der Steuerungskapazität des Honorarverhandlungssystems im Gesundheitssektor. Bleicher, Gerlingen 1989, ISBN 3-922934-30-7.
- (Hrsg.): Gesundheitsberichterstattung, Orientierungsdaten und Prioritätensetzung. Die Rolle der Experten im Gesundheitswesen (= Beiträge zur Gesundheitsökonomie, Bd. 27). Bleicher, Gerlingen 1990, ISBN 3-88350-587-0.
- (Hrsg.): Behinderte und Rehabilitation (= Campus-Forschung, Bd. 675). Campus, Frankfurt/M. 1991, ISBN 3-593-34537-4.
- (Hrsg., mit Stephan Burger): Wirtschaftlichkeit und Qualitätssicherung in sozialen Diensten (= Campus-Forschung, Bd. 719). Campus, Frankfurt/M. 1994, ISBN 3-593-35182-X.
- (Hrsg., mit Albrecht Winkler): Sozialstaat im Umbruch. Herausforderungen an die deutsche Sozialpolitik (= Campus-Forschung, Bd. 759). Campus, Frankfurt/M. 1997, ISBN 3-593-35867-0.
- (Hrsg.): Reformstrategie "Managed care" (= Gesundheitsökonomische Beiträge, Bd. 28). Nomos, Baden-Baden 1997, ISBN 3-7890-4992-1.
- (Hrsg.): Wettbewerb in der gesetzlichen Krankenversicherung (= Gesundheitsökonomische Beiträge, Bd. 32). Nomos, Baden-Baden 1999, ISBN 3-7890-6219-7.

Festschrift
- Lothar Funk (Hrsg.): Anwendungsorientiere Marktwirtschaftslehre und Neue Politische Ökonomie. Wirtschaftspolitische Aspekte von Strukturwandel, Sozialstaat und Arbeitsmarkt. Eckhard Knappe zum 65. Geburtstag. Metropolis-Verlag, Marburg 2008, ISBN 978-3-89518-687-5 (Schriftenverzeichnis Eckhard Knappe S. 672–682).